# The Hitmen
The Hitmen ist ein deutsches Musikprojekt, bestehend aus den DJs und Musikproduzenten Michael Bein und Ronny Bibow. 2006 wurde das Projekt im Genre des Hands up gegründet.

## Geschichte
Nach der Gründung im Jahr 2006 wurde das Duo vom deutschen Trance-Musiklabel DropOut unter Vertrag genommen. Die 2007 veröffentlichte Single Like I Love You erreichte Platz 34 der dänischen Single-Charts. Ab 2009 konzentrierten sich die Mitglieder zunächst auf ihre Solo-Projekte. Ronny Bibow trat unter dem Namen Ron:Bon:Beat Project auf, Michael Bein als MG Traxx und Money G.
Ab dem Jahr 2017 begann das Duo wieder gemeinsam als The Hitmen Musik zu produzieren. Im selben Jahr veröffentlichten sie ihr Debütalbum Completed, das alle bisher produzierten Singles und Remixe sowie die erste Neuproduktion seit 2009 Neverending Light enthielt. Nach dreijähriger Pause wurde das Duo 2020 vom deutschen Dance-Musiklabel Kontor Records unter Vertrag genommen. Dort wurde fortan wieder regelmäßig Musik veröffentlicht. Nachdem das deutsche DJ-Duo R.I.O. 2011 ein kommerziell erfolgreiches Cover des Liedes Like I Love You veröffentlichte, erschien 2021 eine neue Version, die in Zusammenarbeit mit The Hitmen und KYANU produziert wurde.

## Musikstil
Das Duo zeichnet sich durch einen eigenen Sound mit hohem Wiedererkennungswert aus und produziert neben dem ursprünglichen Stil Hands Up seit 2017 auch Titel im Hard Dance, Dance House und Pop Bereich.

## Diskografie

### Alben
- 2017: Completed

### Singles
- 2006: Energy is You
- 2006: Bass Up!
- 2007: Like I Love You
- 2007: Side by Side
- 2008: Young & Free
- 2008: Angel (vs. Fridge)
- 2009: Here Today and Gone Tomorrow
- 2017: Neverending Light
- 2020: My Only Vice
- 2020: How I Wish
- 2021: Turn Off the Lights
- 2021: Like I Love You (mit R.I.O. & KYANU)
- 2021: Down the Road (feat. Taia Dya)
- 2022: Make You Mine (feat. Taia Dya)
- 2023: To The Sun (feat. Crooked Bangs)
- 2023: Energy is You (Nightcore Mix)
- 2023: The Love Below (feat. DT James)
- 2024: Monsters in My Bed
- 2024: The Unknown (Official Airbeat One Anthem 2024) (mit Neelix)
- 2025: All My Life
- 2025: Mission Control
- 2025: A Love Confessed

### Remixe
- 2007: Krid-P – Banghra (The Hitmen Remix)
- 2007: Peter Luts & Dominico – What a Feeling (The Hitmen Remix)
- 2007: DJ Shog – Stranger on this Planet (The Hitmen Remix)
- 2007: 4 Clubbers feat. Silvy – Time (The Hitmen Remix)
- 2007: Cascada – Miracle (The Hitmen Remix)
- 2007: Manian – Heaven (The Hitmen Remix)
- 2008: Sin with Sebastian & DJ Ostkurve – Shut Up and Sleep with me (The Hitmen Remix)
- 2008: Dirty Boyz – Jump (The Hitmen Remix)
- 2008: Lazard – I am alive (The Hitmen Remix)
- 2008: Cascada – Because the Night (The Hitmen Remix)
- 2008: Triple Bounce – Talk to me (The Hitmen Remix)
- 2009: Paffendorf – Bring it Back (The Hitmen Remix)
- 2009: Juve & Jay-D feat. Chelsea Field – Touch the Sky (The Hitmen Remix)
- 2018: General Base – Rhythm & Drums (The Hitmen Rework)
- 2018: DJ Gollum feat. DJ Cap vs. Marc Breeze – Electronic Universe (The Hitmen Remix)
- 2022: Keemo & Schild – Beautiful Lie (The Hitmen Deep Mix)